# Rivka Oxman
Rivka Oxman (em hebraico: רבקה אוקסמן; 6 de abril de 1948 - 16 de março de 2025) foi uma arquiteta israelense, pesquisadora e professora no Instituto Technion em Haifa. Seus interesses de pesquisa estavam relacionados ao design e computação, incluindo arquitetura digital e métodos, explorando suas contribuições para o surgimento de novos paradigmas de design arquitetônico e prática.

## Vida e carreira
Oxman formou-se na Escola Reali Hebraica em Haifa em 1966. Recebeu diplomas de graduação e pós-graduação no Instituto Technion – Instituto de Tecnologia de Israel, onde posteriormente se tornou professora e Vice-Decana de Ensino na Faculdade de Arquitetura e Planejamento Urbano. Foi professora visitante na Universidade Stanford e na Universidade Tecnológica de Delft, além de ter ocupado cargos de pesquisa no MIT e em Berkeley. Trabalhou na Universidade de Sydney e na Universidade Tecnológica de Kaiserslautern.
Casou-se com o também arquiteto Robert Oxman, com quem teve duas filhas, Neri e Keren.
Em 2006, foi eleita Membro da Sociedade de Pesquisa em Design (DRS) por seu trabalho em pesquisa de design. É Editora Associada de Design Studies, e participa do conselho editorial de outros periódicos sobre teoria do design e design digital.
Em 2010, ela e seu marido coeditaram uma edição especial da revista Architectural Design sobre "Novo Estruturalismo" – a convergência de novas tecnologias de design, engenharia e arquitetura para um novo modo de sintetizar materiais e criar espaço. Em 2014, editaram o livro "Theories of the Digital in Architecture" (2014), uma visão geral do campo com capítulos de dezenas de colaboradores. Rivka Oxman também editou edições especiais de Design Studies sobre Design Digital (2006) e Pensamento de Design Paramétrico (2017).
Em novembro de 2017, Oxman recebeu um Doutorado Honorário (Honoris Causa) por sua pesquisa sobre teorias do design digital e por explorar a contribuição das tecnologias digitais para novos paradigmas em design e arquitetura pela Universidade Internacional da Catalunha (UIC Barcelona).

## Publicações

### Artigos acadêmicos
Oxman publicou artigos em periódicos científicos, livros de conferências e como capítulos convidados em livros.
- Oxman Rivka (1990). "Design Shells: A Formalism for Prototype Refinement in Knowledge-Based Design Systems". Artificial Intelligence in Engineering Vol. 5, No. 9
- Oxman Rivka (1990). "Prior Knowledge in Design, A Dynamic Knowledge-Based Model of Design and Creativity" Design Studies, Butterworth-Heinemann. Vol.11, No.1
- Oxman Rivka (1994). "Precedents in Design: a Computational Model for the Organization of Precedent Knowledge", Design Studies, Vol. 15 No. 2
- Oxman Rivka (1997). "Design by Re-Representation: A Model of Visual Reasoning in Design" in Akin O. (ed.) a special issue on Prescriptive and Descriptive Models of Design, Design Studies, Vol. 18, No. 4
- Oxman Rivka (1999) "Educating the Designerly Thinker" in W.M. McCracken, C.M. Eastman and W. Newsletter (eds.) special issue on Cognition in Design Education, Design Studies Vol. 20, No.2
- Oxman Rivka (2001). "The Mind in Design - A Conceptual Framework for Cognition in Design Education" in C. Eastman, W.M. McCracken and W. Newsletter (Eds.) Knowing and Learning to Design: Cognition in Design Education, Elsevier, Oxford
- Bar-On D.* and Oxman R. (2002) "Context Over content: ICPD, A Conceptual Schema for the Building Technology Domain" Automation in Construction, Vol 11, No.4
- Oxman Rivka (2002). "The Thinking Eye: Visual Re-Cognition in Design Emergence". Design Studies, Vol. 23 No. 2
Este artigo recebeu o Prêmio Anual de Melhor Artigo da Design Studies, concedido pela Sociedade de Pesquisa em Design e Elsevier Science.
- Oxman Rivka (2003) "Think-Maps: Teaching Design Thinking in Design Education". Design Studies, Vol. 25 No. 1
- Oxman Rivka, Palmon O.* Shahar M. and Weiss P. T. (2004). "Beyond the Reality Syndrome: Designing Presence in Virtual Environments" in Architecture in the Network Society, ECAADE 2004, European Computer Aided Architectural Design in Education, ISBN 978-0-9541183-2-7 Copenhagen, Denmark
- Oxman Rivka (2006) "Theory and Design in the First Digital Age" Design Studies, Vol. 27  No. 3
- Sass L. and Oxman Rivka (2006) "Materializing Design" Design Studies, Vol. 27 No. 3
- Oxman Rivka (2007) "Digital Architecture: Re-thinking Theory, Knowledge, Models and Medium – Challenge to Digital Design and Design Pedagogy"
- Oxman Rivka (2008) "Performance based Design: Current Practices and Research Issues" IJAC International Journal of Architectural Computing Vol. 6 Issue 1
- Oxman Rivka (2010) "Morphogenesis in the theory and methodology of digital tectonics" in a special issue on Morphogenesis, IASS: Journal of the International Association for Shell and Spatial Structures, 51(3)
- Oxman Rivka and Oxman Robert (2010) Guest Editors, "The New Structuralism: Design, Engineering and Architectural Technologies", a special issue of Architectural Design. Wiley Publications, July 2010, ISBN 978-0-470-74227-3

### Livros
- Theories of the Digital in Architecture (2014) – Rivka Oxman and Robert Oxman, Editors, ISBN 978-0-415-46924-1

### Palestras e apresentações
As palestras públicas e principais de Oxman geralmente abordam design digital, educação, computação e cognição de design.
- "Informed Tectonics in Material-based Design" (2013) na SIM, a Conferência Internacional sobre Manufatura Inteligente Sustentável, Lisboa, Portugal
- "The New Structuralism" (2011) na CAAD, a Conferência Internacional sobre Design Assistido por Computador em Arquitetura, Liege, Bélgica[7]
- "The New Structuralism as a Material Practice" (2011) na CAADRIA 2001, Newcastle, Austrália
- "Digital architecture as a challenge for design pedagogy: theory, knowledge, models and medium in Concepts beyond Geometry" (2009) na DMS, O Simpósio Internacional de Modelagem de Design, Berlim, Alemanha[8]
- "DDNET Conceptual Structures of Digital Design" (2009) na SIGraDi 2009, São Paulo, Brasil[9][10]
- "Morphogenesis in Archi-Engineering" (2008) na IASS 2008, O 6º Simpósio Internacional sobre Morfologia Estrutural, Workshop sobre Morfogênese Digital Acapulco, México
- "Digital Design Theory and Methodology" (2007) no Simpósio Rhino em associação com a Universidade Metropolitana de Londres, Londres, Reino Unido
- "Digital Design Paradigms" (2005) sob a iniciativa MECESUP UCH-0217, Celebração do 155º aniversário da Faculdade de Arquitetura e Urbanismo, Santiago, Chile
- "Theoretical Foundations of Digital Architecture" (2004) no 8º Congresso Iberoamericano de Design Digital, Porto Alegre, Brasil
- "The Challenge of Design Computation" (1997) na ECAADE 5ª Conferência Internacional de Design Arquitetônico Assistido por Computador na Educação Europeia, Universidade Tecnológica de Viena, Viena, ÁustriaReferências

1. ↑  «Fellows»
2. ↑  Design Studies Editorial Board
3. ↑  Wiley Publications, ISBN 978-0-470-74227-3
4. ↑  Digital Design. «Design Studies | Digital Design - Digital Design». Science Direct. Elsevier. Consultado em 25 de agosto de 2022
5. ↑  «Design Studies | Parametric Design Thinking». Science Direct. Elsevier. Consultado em 25 de agosto de 2022
6. ↑  «Rivka Oxman and Pierpaolo Donati, new doctor honoris causas at UIC Barcelona». 15 de novembro de 2017
7. ↑  CAAD Futures Keynotes, 2011
8. ↑  Design Modeling Symposium, Berlin 2009, Keynote lectures
9. ↑  SiGraDi schedule, 2009
10. ↑  SiGraDi keynotes, 2009